# クザーノ・ムトリ
クザーノ・ムトリ（イタリア語: Cusano Mutri）は、イタリア共和国カンパニア州ベネヴェント県にある、人口約4,000人の基礎自治体（コムーネ）。

## 地理

### 位置・広がり
ベネヴェント県のコムーネ。県都ベネヴェントから北西へ33kmの距離にある。

#### 隣接コムーネ
隣接するコムーネは以下の通り。括弧内のCEはカゼルタ県所属を示す。
- チェッレート・サンニータ
- ファイッキオ
- ジョーイア・サンニーティカ (CE)
- グアルディアレージャ (CB)
- ピエディモンテ・マテーゼ (CE)
- ピエトラローヤ
- サン・ロレンツェッロ
- サン・ポティート・サンニーティコ (CE)